# 沃森国际和公共事务研究所
沃森国际和公共事务研究所（英語：Watson Institute for International and Public Affairs）是布朗大学的一个跨学科研究中心，目的是“透过研究、教学和公众参与活动促进世界的正义与和平”。 沃森国际和公共事务研究所坐落在美国罗德岛州普罗维登斯市塞耶街的布朗大学中心校区，建筑由乌拉圭拉斐尔·维诺利设计。它有三个主要研究方向：发展（development）、安全（security）和治理（governance）。它的教职人员涵盖考古学家、经济学家、政治学家、社会学家和历史学家，以及新闻工作者和其他从业人员。
研究所由布朗大学政治系谢德华教授领导，他还兼任大学的“中国倡议”（China Initiative）计划的主管。